# مرسدس-بنز تی۲
مرسدس-بنز تی۲ (انگلیسی: Mercedes-Benz T2)
خودروی موتور جلو-محور عقب سبک تجاری است، که در فاصله سالهای ۱۹۶۷ تا ۱۹۹۶ در انواع مختلف وانت، مینی‌بوس و ون، توسط شرکت دایملر-بنز و هانوماگ، تولید و عرضه شده‌است.